# Botujuru
Botujuru é um distrito do município brasileiro de Campo Limpo Paulista, que integra a Região Metropolitana de Jundiaí, no interior do estado de São Paulo.

## História

### Origem
Desde o seu surgimento a história de Botujuru confunde-se com a história de Campo Limpo Paulista, pois ambas nasceram às margens da São Paulo Railway (SPR), que posteriormente se chamaria Estrada de Ferro Santos-Jundiaí (EFSJ).
Outrora um pequeno povoado, moradia de ferroviários, oleiros e lenhadores, mais conhecido por seu túnel ferroviário, construído no século passado pela SPR, que com o seu quilômetro de extensão o tornou, durante décadas, o mais longo do Brasil, só se expandiu demograficamente com a proliferação dos loteamentos, quase todos lamentavelmente,sem a mínima infraestrutura.
Consta que durante a Revolução Constitucionalista de 1932 os paulistas construíram várias trincheiras sobre o túnel, que até hoje existem. Já a estação ferroviária de Botujuru foi aberta em 1908 pela SPR, como posto telegráfico, e até 1979 era apenas uma parada com plataforma de madeira, uma cabina e um posto, quando então a Rede Ferroviária Federal inaugurou o prédio novo para a estação.
Botujuru teve um papel de destaque na história do município, pois é considerado o berço da emancipação. Isso porque o presidente da Comissão da Emancipação Político-Administrativa de Campo Limpo Paulista, Adherbal da Costa Moreira, residia em Botujuru. Logo em seguida se tornou o primeiro prefeito eleito da cidade, e foi também presidente do Amigos de Botujuru.
Botujuru também foi o local onde se instalou, em 1946, o primeiro empreendimento industrial de Campo Limpo Paulista, a "Fabrica de Fogos Dois Anões", de propriedade da Loja da China, um importante estabelecimento comercial da Capital. Mesmo não constituindo um complexo industrial de grandes proporções, a Dois Anões representou a primeira indústria a se estabelecer na cidade, onde funcionou durante 17 anos, sendo por fim desativada em 1963. O nome Loja da China foi dado a um loteamento no distrito.

### Topônimo
Na lingua tupi-guarani, Botujuru tem o significado de "boca dos ventos".

### Formação administrativa
- Distrito criado pela Lei n° 4.954 de 27/12/1985, com sede no bairro de Botujuru e com território desmembrado do distrito de Campo Limpo Paulista[6][7].

## Geografia

### Demografia

#### População urbana
| Crescimento população urbana | Crescimento população urbana | Crescimento população urbana | Crescimento população urbana |
| Censo                        | Pop.                         |                              | %±                           |
| ---------------------------- | ---------------------------- | ---------------------------- | ---------------------------- |
| 1991                         | 7 133                        |                              | —                            |
| 2000                         | 11 136                       |                              | 56,1%                        |
| 2010                         | 13 849                       |                              | 24,4%                        |
| Fonte: IBGE e Fundação SEADE |                              |                              |                              |

#### População total
Pelo Censo 2010 (IBGE) a população total do distrito era de 13 849 habitantes.

### Área territorial
A área territorial do distrito é de 9,257 km².

### Rodovias
Os principais acessos ao distrito são as estradas vicinais para Campo Limpo Paulista, Francisco Morato e também para a Rodovia Edgard Máximo Zambotto (SP-354).

### Ferrovias
Linha Santos-Jundiaí, sendo a ferrovia operada atualmente pela MRS Logística.

### Bairros
Bairros e loteamentos do distrito:
- Vila Botujuru
- Jardim das Palmeiras
- Jardim Brasília
- Jardim Fritz
- Vila Chacrinha
- Vila Constança
- Colina do Pontal
- Vila Ipê
- Outeiro das Paineiras
- Vila Firenze
- Vila Marieta
- Parque Santana
- Jardim Santa Isabel
- Vale das Castanheiras
- Parque Loja da China
- Fazenda Santa Paula

## Serviços públicos

### Registro civil
Feito na sede do município, pois o distrito não possui Cartório de Registro Civil das Pessoas Naturais.

### Transportes

#### Trem metropolitano
- Estação Botujuru da Linha 7 da CPTM.

### Saneamento
O serviço de abastecimento de água é feito pela Companhia de Saneamento Básico do Estado de São Paulo (SABESP).

### Energia
A responsável pelo abastecimento de energia elétrica é a CPFL Piratininga, distribuidora do grupo CPFL Energia.

### Telecomunicações
O distrito era atendido pela Telecomunicações de São Paulo (TELESP) através da central telefônica de Campo Limpo Paulista. Em 1998 esta empresa foi vendida para a Telefônica, que em 2012 adotou a marca Vivo para suas operações.

## Religião
O Cristianismo se faz presente no distrito da seguinte forma:

### Igreja Católica
- A igreja faz parte da Diocese de Jundiaí[20].

### Igrejas Evangélicas
- Assembleia de Deus - O distrito possui congregação da Assembleia de Deus Ministério do Belém, Setor 30 - Campo Limpo Paulista[21][22].
- Congregação Cristã no Brasil[23].